# Lluita als Jocs Olímpics d'Estiu de 1928 - lluita grecoromana masculina pes ploma
La prova del pes ploma de lluita grecoromana fou una de les sis de lluita grecoromana que es disputaren als Jocs Olímpics d'Estiu d'Amsterdam de 1928. Com la resta de proves de lluita sols hi podien participar homes. Els lluitadors que participaven en aquesta categoria podien pesar fins a 62 quilograms. La competició es disputà al Krachtsportgebouw entre el 2 i el 4 d'agost i hi van prendre part 20 esportistes, en representació de 20 països.

## Medallistes
| Or                  | Plata               | Bronze                 |
| Voldemar Väli (EST) | Erik Malmberg (SWE) | Gerolamo Quaglia (ITA) |

## Format de competició
La competició de lluita grecoromana va introduir un sistema d'eliminació basat en la suma de punts. En cada ronda tots els lluitadors s'emparellaven i lluitaven (en cas d'haver-hi un nombre imparell de lluitadors un passava ronda sense lluitar). El perdedor rebia 3 punts. El guanyador en rebia 1 si la victòria era per decisió i 0 si era per caiguda. Al final de cada ronda era eliminat tot lluitador que acumulés 5 punts.

## Resultats

### Primera eliminatòria
Set lluitadors van finalitzar la primera ronda eliminatòria amb 0 punts. Tres lluitadors tenien 1 punt després d'haver guanyat el combat per decisió. La resta tenia 3 punts. Milovančev es va retirar després del seu combat.
Combats
| Vencedor             | País           | Tipus de victòria | Perdedor            | País          |
| -------------------- | -------------- | ----------------- | ------------------- | ------------- |
| Saim Arıkan          | Turquia        | Caiguda           | Iso Milovančev      | Iugoslàvia    |
| Károly Kárpáti       | Hongria        | Caiguda           | Ali Kamel           | Egipte        |
| Voldemar Väli        | Estònia        | Decisió           | Ludwig Schlanger    | Àustria       |
| František Kratochvíl | Txecoslovàquia | Decisió           | Martin Egeberg      | Noruega       |
| Jacques Dillen       | Bèlgica        | Decisió           | Aage Meyer          | Dinamarca     |
| Ernst Steinig        | Alemanya       | Caiguda           | Leon Mazurek        | Polònia       |
| Ricardo Rey          | Argentina      | Caiguda           | Isidor Bieri        | Suïssa        |
| Erik Malmberg        | Suècia         | Caiguda           | Roger Mollet        | França        |
| Aleksanteri Toivola  | Finlàndia      | Caiguda           | Johannes Nolten Jr. | Països Baixos |
| Gerolamo Quaglia     | Itàlia         | Caiguda           | Benjamin Araújo     | Portugal      |

Punts
| Pos. | Lluitador            | País           | R1 |
| ---- | -------------------- | -------------- | -- |
| 1    | Saim Arıkan          | Turquia        | 0  |
| 1    | Károly Kárpáti       | Hongria        | 0  |
| 1    | Erik Malmberg        | Suècia         | 0  |
| 1    | Gerolamo Quaglia     | Itàlia         | 0  |
| 1    | Ricardo Rey          | Argentina      | 0  |
| 1    | Ernst Steinig        | Alemanya       | 0  |
| 1    | Aleksanteri Toivola  | Finlàndia      | 0  |
| 8    | Jacques Dillen       | Bèlgica        | 1  |
| 8    | František Kratochvíl | Txecoslovàquia | 1  |
| 8    | Voldemar Väli        | Estònia        | 1  |
| 11   | Benjamin Araújo      | Portugal       | 3  |
| 11   | Isidor Bieri         | Suïssa         | 3  |
| 11   | Martin Egeberg       | Noruega        | 3  |
| 11   | Ali Kamel            | Egipte         | 3  |
| 11   | Leon Mazurek         | Polònia        | 3  |
| 11   | Aage Meyer           | Dinamarca      | 3  |
| 11   | Roger Mollet         | França         | 3  |
| 11   | Johannes Nolten Jr.  | Països Baixos  | 3  |
| 11   | Ludwig Schlanger     | Àustria        | 3  |
| 20   | Iso Milovančev       | Iugoslàvia     | 3* |

### Segona eliminatòria
Vuit dels nou combats acabaren amb victòria per caiguda de l'oponent. Cinc lluitadors mantenien els 0m punts, mentre sis quedaven eliminats.
Combats
| Vencedor            | País      | Tipus de victòria | Perdedor             | País           |
| ------------------- | --------- | ----------------- | -------------------- | -------------- |
| Ali Kamel           | Egipte    | Caiguda           | Saim Arıkan          | Turquia        |
| Károly Kárpáti      | Hongria   | Caiguda           | Ludwig Schlanger     | Àustria        |
| Voldemar Väli       | Estònia   | Caiguda           | František Kratochvíl | Txecoslovàquia |
| Jacques Dillen      | Bèlgica   | Decisió           | Martin Egeberg       | Noruega        |
| Aage Meyer          | Dinamarca | Caiguda           | Leon Mazurek         | Polònia        |
| Ernst Steinig       | Alemanya  | Caiguda           | Ricardo Rey          | Argentina      |
| Erik Malmberg       | Suècia    | Caiguda           | Isidor Bieri         | Suïssa         |
| Aleksanteri Toivola | Finlàndia | Caiguda           | Roger Mollet         | França         |
| Gerolamo Quaglia    | Itàlia    | Caiguda           | Johannes Nolten Jr.  | Països Baixos  |
| Benjamin Araújo     | Portugal  | Lliura            | N/A                  | N/A            |

Punts
| Pos. | Lluitador            | País           | R1 | R2 | Total |
| ---- | -------------------- | -------------- | -- | -- | ----- |
| 1    | Károly Kárpáti       | Hongria        | 0  | 0  | 0     |
| 1    | Erik Malmberg        | Suècia         | 0  | 0  | 0     |
| 1    | Gerolamo Quaglia     | Itàlia         | 0  | 0  | 0     |
| 1    | Ernst Steinig        | Alemanya       | 0  | 0  | 0     |
| 1    | Aleksanteri Toivola  | Finlàndia      | 0  | 0  | 0     |
| 6    | Voldemar Väli        | Estònia        | 1  | 0  | 1     |
| 7    | Jacques Dillen       | Bèlgica        | 1  | 1  | 2     |
| 8    | Benjamin Araújo      | Portugal       | 3  | 0  | 3     |
| 8    | Saim Arıkan          | Turquia        | 0  | 3  | 3     |
| 8    | Ali Kamel            | Egipte         | 3  | 0  | '3    |
| 8    | Aage Meyer           | Dinamarca      | 3  | 0  | 3     |
| 8    | Ricardo Rey          | Argentina      | 0  | 3  | 3     |
| 13   | František Kratochvíl | Txecoslovàquia | 1  | 3  | 4     |
| 14   | Isidor Bieri         | Suïssa         | 3  | 3  | 6     |
| 14   | Martin Egeberg       | Noruega        | 3  | 3  | 6     |
| 14   | Leon Mazurek         | Polònia        | 3  | 3  | 6     |
| 14   | Roger Mollet         | França         | 3  | 3  | 6     |
| 14   | Johannes Nolten Jr.  | Països Baixos  | 3  | 3  | 6     |
| 14   | Ludwig Schlanger     | Àustria        | 3  | 3  | 6     |

### Tercera eliminatòria
Dels cinc lluitadors que tenien cinc punts sols un els mantingué a la fi d'aquesta eliminatòria. Cinc lluitadors foren eliminats.
Combats
| Vencedor         | País      | Tipus de victòria | Perdedor             | País           |
| ---------------- | --------- | ----------------- | -------------------- | -------------- |
| Saim Arıkan      | Turquia   | Caiguda           | Benjamin Araújo      | Portugal       |
| Voldemar Väli    | Estònia   | Caiguda           | Ali Kamel            | Egipte         |
| Erik Malmberg    | Suècia    | Decisió           | Aleksanteri Toivola  | Finlàndia      |
| Károly Kárpáti   | Hongria   | Decisió           | František Kratochvíl | Txecoslovàquia |
| Ernst Steinig    | Alemanya  | Decisió           | Jacques Dillen       | Bèlgica        |
| Aage Meyer       | Dinamarca | Caiguda           | Ricardo Rey          | Argentina      |
| Gerolamo Quaglia | Itàlia    | Lliura            | N/A                  | N/A            |

Punts
| Pos. | Lluitador            | País           | R1 | R2 | R3 | Total |
| ---- | -------------------- | -------------- | -- | -- | -- | ----- |
| 1    | Gerolamo Quaglia     | Itàlia         | 0  | 0  | 0  | 0     |
| 2    | Károly Kárpáti       | Hongria        | 0  | 0  | 1  | 1     |
| 2    | Erik Malmberg        | Suècia         | 0  | 0  | 1  | 1     |
| 2    | Ernst Steinig        | Alemanya       | 0  | 0  | 1  | 1     |
| 2    | Voldemar Väli        | Estònia        | 1  | 0  | 0  | 1     |
| 6    | Saim Arıkan          | Turquia        | 0  | 3  | 0  | 3     |
| 6    | Aage Meyer           | Dinamarca      | 3  | 0  | 0  | 3     |
| 6    | Aleksanteri Toivola  | Finlàndia      | 0  | 0  | 3  | 3     |
| 9    | Jacques Dillen       | Bèlgica        | 1  | 1  | 3  | 5     |
| 10   | Benjamin Araújo      | Portugal       | 3  | 0  | 3  | 6     |
| 10   | Ali Kamel            | Egipte         | 3  | 0  | 3  | 6     |
| 10   | Ricardo Rey          | Argentina      | 0  | 3  | 3  | 6     |
| 13   | František Kratochvíl | Txecoslovàquia | 1  | 3  | 3  | 7     |

### Quarta eliminatòria
Quaglia guanyà el seu tercer combat per caiguda, mentre el quart combat l'havia lliurat, i continuava amb 0 punts. Tres lluitadors foren eliminats.
Combats
| Vencedor         | País     | Tipus de victòria | Perdedor            | País      |
| ---------------- | -------- | ----------------- | ------------------- | --------- |
| Gerolamo Quaglia | Itàlia   | Caiguda           | Saim Arıkan         | Turquia   |
| Voldemar Väli    | Estònia  | Caiguda           | Károly Kárpáti      | Hongria   |
| Erik Malmberg    | Suècia   | Decisió           | Aage Meyer          | Dinamarca |
| Ernst Steinig    | Alemanya | Decisió           | Aleksanteri Toivola | Finlàndia |

Punts
| Pos. | Lluitador           | País      | R1 | R2 | R3 | R4 | Total |
| ---- | ------------------- | --------- | -- | -- | -- | -- | ----- |
| 1    | Gerolamo Quaglia    | Itàlia    | 0  | 0  | 0  | 0  | 0     |
| 2    | Voldemar Väli       | Estònia   | 1  | 0  | 0  | 0  | 1     |
| 3    | Erik Malmberg       | Suècia    | 0  | 0  | 1  | 1  | 2     |
| 3    | Ernst Steinig       | Alemanya  | 0  | 0  | 1  | 1  | 2     |
| 5    | Károly Kárpáti      | Hongria   | 0  | 0  | 1  | 3  | 4     |
| 6    | Saim Arıkan         | Turquia   | 0  | 3  | 0  | 3  | 6     |
| 6    | Aage Meyer          | Dinamarca | 3  | 0  | 0  | 3  | 6     |
| 6    | Aleksanteri Toivola | Finlàndia | 0  | 0  | 3  | 3  | 6     |

### Cinquena eliminatòria
Malmberg va lliurar i conservà els 2 punts. Kárpáti guanyà a Quaglia, però quedà eliminat en sumar 1 punt i arribar als 5. Väli passà a liderar la classificació.
Combats
| Vencedor       | País    | Tipus de victòria | Perdedor         | País     |
| -------------- | ------- | ----------------- | ---------------- | -------- |
| Károly Kárpáti | Hongria | Decisió           | Gerolamo Quaglia | Itàlia   |
| Voldemar Väli  | Estònia | Caiguda           | Ernst Steinig    | Alemanya |
| Erik Malmberg  | Suècia  | Lliura            | N/A              | N/A      |

Punts
| Pos. | Lluitador        | País     | R1 | R2 | R3 | R4 | R5 | Total |
| ---- | ---------------- | -------- | -- | -- | -- | -- | -- | ----- |
| 1    | Voldemar Väli    | Estònia  | 1  | 0  | 0  | 0  | 0  | 1     |
| 2    | Erik Malmberg    | Suècia   | 0  | 0  | 1  | 1  | 0  | 2     |
| 3    | Gerolamo Quaglia | Itàlia   | 0  | 0  | 0  | 0  | 3  | 3     |
| 4    | Károly Kárpáti   | Hongria  | 0  | 0  | 1  | 3  | 1  | 5     |
| 5    | Ernst Steinig    | Alemanya | 0  | 0  | 1  | 1  | 3  | 5     |

### Sisena eliminatòria
Väli era l'únic lluitador que encara no havia lliurat i ho va fer en aquesta ronda. Malmberg guanyà a Quaglia, al qual quedà eliminat, tot guanyant la medalla de bronze.
Combats
| Vencedor      | País    | Tipus de victòria | Perdedor         | País   |
| ------------- | ------- | ----------------- | ---------------- | ------ |
| Erik Malmberg | Suècia  | Caiguda           | Gerolamo Quaglia | Itàlia |
| Voldemar Väli | Estònia | Lliura            | N/A              | N/A    |

Punts
| Pos. | Lluitador        | País    | R1 | R2 | R3 | R4 | R5 | R6 | Total |
| ---- | ---------------- | ------- | -- | -- | -- | -- | -- | -- | ----- |
| 1    | Voldemar Väli    | Estònia | 1  | 0  | 0  | 0  | 0  | 0  | 1     |
| 2    | Erik Malmberg    | Suècia  | 0  | 0  | 1  | 1  | 0  | 0  | 2     |
| 3    | Gerolamo Quaglia | Itàlia  | 0  | 0  | 0  | 0  | 3  | 3  | 6     |

### Setena eliminatòria
Va ser el combat per la medalla d'or i Väli guanyà a Malmberg.
Combats
| Vencedor      | País    | Tipus de victòria | Perdedor      | País   |
| ------------- | ------- | ----------------- | ------------- | ------ |
| Voldemar Väli | Estònia | Caiguda           | Erik Malmberg | Suècia |

Punts
| Pos. | Lluitador     | País    | R1 | R2 | R3 | R4 | R5 | R6 | R7 | Total |
| ---- | ------------- | ------- | -- | -- | -- | -- | -- | -- | -- | ----- |
| 1    | Voldemar Väli | Estònia | 1  | 0  | 0  | 0  | 0  | 0  | 0  | 1     |
| 2    | Erik Malmberg | Suècia  | 0  | 0  | 1  | 1  | 0  | 0  | 3  | 5     |